# Taťána Golovinová
Taťána Golovinová (rusky: Татьяна Головина; narozená 25. ledna 1988 Moskva) je bývalá francouzská profesionální tenistka ruského původu, která na okruhu WTA hrála v letech 2002–2008. Spolu s krajanem Richardem Gasquetem vyhrála smíšenou čtyřhru na pařížském French Open 2004. Čtvrtfinále dvouhry si zahrála na US Open 2006. Nejvýše postavená na žebříčku WTA byla pro dvouhru v únoru 2008 na 12. místě.
Profesionální kariéru ukončila předčasně ve dvaceti letech, během sezóny 2008, pro zánětlivé onemocnění bederní páteře. Po skončení aktivní dráhy působí jako tenisová expertka pro francouzskou veřejnoprávní televizi a Canal+.

## Osobní život
Narodila se v Moskvě, ale přestěhovala se s rodiči do Paříže. Následně získala francouzské občanství. Má dvě sestry Olgu a Oxanu. Šest let strávila jako talentované dítě v Tenisové akademii Nicka Bollettieriho na Floridě. V roce 2009 ji trénovala bývalá světová jednička Mats Wilander. Před ním jejími kouči byli Brad Gilbert a Dean Goldfine. K roku 2012 žila v Hampsteadu, severně od Londýna, s přítelem Samirem Nasrim, fotbalistou Manchester City FC.

## Finálová utkání na Grand Slamu

### Smíšená čtyřhra

#### Vítězka (1)
| Rok  | Turnaj      | Spoluhráč       | Finalisté                 | Výsledek |
| 2004 | French Open | Richard Gasquet | Cara Blacková Wayne Black | 6–3, 6–4 |

## Finále na turnajích WTA Tour

### Dvouhra (7)

#### Výhry (2)
| Legenda (Dvouhra)    |
| Tier I (0)           |
| Tier II (1)          |
| Tier III (0)         |
| Tier IV (1)          |
| Grand Slam (0)       |
| WTA Championship (0) |

| Číslo | Datum         | Turnaj              | Povrch | Finalistka            | Výsledek      |
| 1.    | 8. duben 2007 | Amelia Island, USA  | Antuka | Naděžda Petrovová     | 6–2, 6–1      |
| 2.    | 22. září 2007 | Portorož, Slovinsko | Tvrdý  | Katarina Srebotniková | 2–6, 6–4, 6–4 |

#### Prohry(5)
| Číslo | Datum           | Turnaj                         | Povrch    | Vítězka           | Výsledek           |
| 1.    | 13. červen 2004 | Birmingham, Spojené království | Tráva     | Maria Šarapovová  | 4–6, 6–2, 6–1      |
| 2.    | 9. říjen 2005   | Tokio, Japonsko                | Tvrdý (h) | Nicole Vaidišová  | 7–6(4), 3–2, skreč |
| 3.    | 8. říjen 2006   | Stuttgart, Německo             | Tvrdý (h) | Naděžda Petrovová | 6–4, 7–6(4)        |
| 4.    | 7. říjen 2007   | Stuttgart, Německo             | Tvrdý (h) | Justine Heninová  | 2–6, 6–2, 6–1      |
| 5.    | 21. říjen 2007  | Curych, Švýcarsko              | Tvrdý (h) | Justine Heninová  | 6–4, 6–4           |